# Himamaylan
Himamaylan è una città componente delle Filippine, situata nella Provincia di Negros Occidental, nella Regione di Visayas Occidentale.
Himamaylan è formata da 19 baranggay:
- Aguisan
- Barangay I (Pob.)
- Barangay II (Pob.)
- Barangay III (Pob.)
- Barangay IV (Pob.)
- Buenavista
- Cabadiangan
- Cabanbanan
- Carabalan
- Caradio-an
- Libacao
- Mahalang
- Mambagaton
- Nabali-an
- San Antonio
- Sara-et
- Su-ay
- Talaban
- To-oy